# Conceptueel kader
Een conceptueel kader is het geheel van samenhangende begrippen waaruit het denken bestaat. Kant stelde dat het Ding an sich niet gekend kan worden, maar slechts zoals dit zich als fenomeen, gekleurd door de waarneming, aan  de mens voordoet. Om de wereld te kunnen begrijpen gebruikt het menselijke bewustzijn vormen en categorieën, waarmee waarnemingen en ervaringen geordend worden. In dit ordenende proces wordt ook het idee van oorzakelijkheid gevormd. Een conceptueel kader wordt, afhankelijk van de precieze context, benoemd als onder meer denkraam, wereldbeeld, épistèmè of paradigma. De historiografie kent verwante begrippen als Zeitgeist en mentalité.
Elke waarneming wordt dus gekleurd door het conceptueel kader vanwaaruit deze gedaan wordt. Dat betekent ook dat een zelfde waarneming, vanuit een ander kader, op een andere manier geïnterpreteerd kan worden, waarbij niet de wereld an sich verandert, maar slechts het kader. Voor de overgang van het ene wetenschappelijke kader naar het daaropvolgende, muntte Kuhn het begrip paradigmaverschuiving, terwijl Foucault met zijn epistemische breuk een breder sociologisch begrip voor ogen had. Op het individueel-persoonlijke vlak wordt een kaderwisseling wel aangeduid als Gestalt-switch.
Volgens de Sapir-Whorfhypothese speelt taal een belangrijke rol in de betekenis die wordt gegeven aan ervaringen en uitspraken. Lange tijd leek deze hypothese niet te bewijzen, maar onderzoek van onder meer Lera Boroditsky in de cognitieve taalkunde laat zien dat begrippen als tijd en ruimte taalafhankelijk blijken te zijn. Volgens de Duhem-Quinestelling is een neutrale taal van zuivere waarnemingen zelfs principieel uitgesloten.